# Der Einstand
Der Einstand ist ein deutsch-österreichischer Fernsehfilm über einen jugendlichen Straftäter, der nach einer Haftstrafe Mühe hat, in der Gesellschaft wieder akzeptiert zu werden.

## Handlung
Der Jugendliche Günter Vesely sitzt wegen eines Einbruchdiebstahls zusammen mit seinem Zellengenossen Fritz in Untersuchungshaft. Er kommt nach fünf Monaten frei, weil sein Onkel für ihn bürgt und ihn bei sich aufnimmt. Günter gibt Fritz seine Adresse, damit dieser sich nach seiner Entlassung bei ihm melden kann. Bei seiner alleinerziehenden Mutter kann Günter nicht mehr wohnen, da das Gericht ihr die Aufsicht über ihn nicht zutraut. Ein Besuch bei der Mutter verläuft eher kühl, sie macht ihm Vorwürfe.
Onkel Franz hat Günter eine Arbeitsstelle in einer Möbelfabrik besorgt. Der Firmenchef Fuhrmann schärft ihm ein, brav und fleißig zu sein, da die Firma mit seiner Anstellung ein Risiko eingehe. Von seinem Vorarbeiter Wallner wird Günter angelernt, bei Fehlern jedoch schikaniert und angeschrien.
Günters Freunde und seine Ex-Freundin Greti meiden ihn. Als Günter sie in einer Bar mit einem neuen Freund sieht, will er sie zur Rede stellen. Gretis Freund und zwei weitere junge Männer mischen sich ein und schlagen Günter. Um jede Gefahr einer neuen Haftstrafe zu vermeiden, wehrt er sich nicht und lässt sich verprügeln.
In der Fabrik lernt Günter seine junge Kollegin Ingrid kennen. Er lädt sie abends in eine Bar ein und erzählt ihr seine Haft-Geschichte: Er war Bassist in einer Band, zusammen brachen sie in ein Geschäft ein, um einen Bass-Verstärker für ihn zu stehlen und wurden gefasst. Ingrid steht trotzdem zu ihm.
Währenddessen fand die Verhandlung gegen Günters Haftgenossen Fritz statt: Er muss, nach Anrechnung seiner Zeit in U-Haft, noch drei Monate absitzen und wird in ein anderes Gefängnis in eine Vier-Mann-Zelle verlegt. Von den Zellengenossen wird er schikaniert. Durch gute Führung und der Verrat eines Ausbruchplans seiner Zellengenossen verdient er sich das Privileg einer Arbeit außerhalb des Gefängnisses. Als er mit anderen Häftlingen im Wald Bäume fällen und sägen soll, flieht er und schlägt sich zu Günter durch. Ingrid rät Günter davon ab, sich weiter um Fritz zu kümmern, da er sich damit selbst in Gefahr bringe. Günter versteckt Fritz in einer Gartenhütte und versorgt ihn. Auf dem Weg dorthin läuft Günter zufällig durch eine Straße, in der gerade eine Schaufensterscheibe eingeschlagen und eine Fotokamera gestohlen wurde. Er erkennt den Sohn seines Chefs als mutmaßlichen Dieb. Günter wird verdächtigt, aber beim Polizeiverhör verrät er den Sohn des Chefs nicht, um seinen Arbeitsplatz (und den von Ingrid) nicht zu gefährden. Er gibt Fritz etwas Geld und seinen Mantel, damit dieser das Weite suchen kann. Doch als Fritz am Bahnhof ein Moped stehlen will, wird er wieder festgenommen. Auf dem Polizeirevier muss er seine Taschen ausleeren, schafft es aber, den Zettel mit Günters Adresse verschwinden zu lassen, um Günter nicht in Gefahr zu bringen.
Günters Chef ist sehr dankbar, dass dieser seinen Sohn gedeckt hat, und kündigt ihm an, er könne bald zum Vorarbeiter befördert werden. Damit hat Günter endlich wieder etwas Sicherheit gewonnen.

## Produktion
Der 1977 veröffentlichte Film ist eine Gemeinschaftsproduktion von ORF, ZDF und SRG, hergestellt von der Teamfilm-Produktion Wien. Die Erstausstrahlung war am 12. Mai 1977 im ORF. Das ZDF strahlte den Film am 1. Dezember 1977 in der Reihe Das kleine Fernsehspiel aus. Für den Hauptdarsteller Christoph Waltz war es die erste Fernsehrolle.

## Rezeption
„Reinhard Schwabenitzky zeichnet ein gefühlvolles Bild von den sozialen Schwierigkeiten, denen einer, der im »Häf'n« war, sich ausgesetzt sieht; der blutjunge Christoph Waltz glänzt als Jugendlicher aus schwierigen Verhältnissen, der [...] allen Widrigkeiten zum Trotz um seine Chance auf ein besseres Leben kämpft.“